# Mercury (satelita)

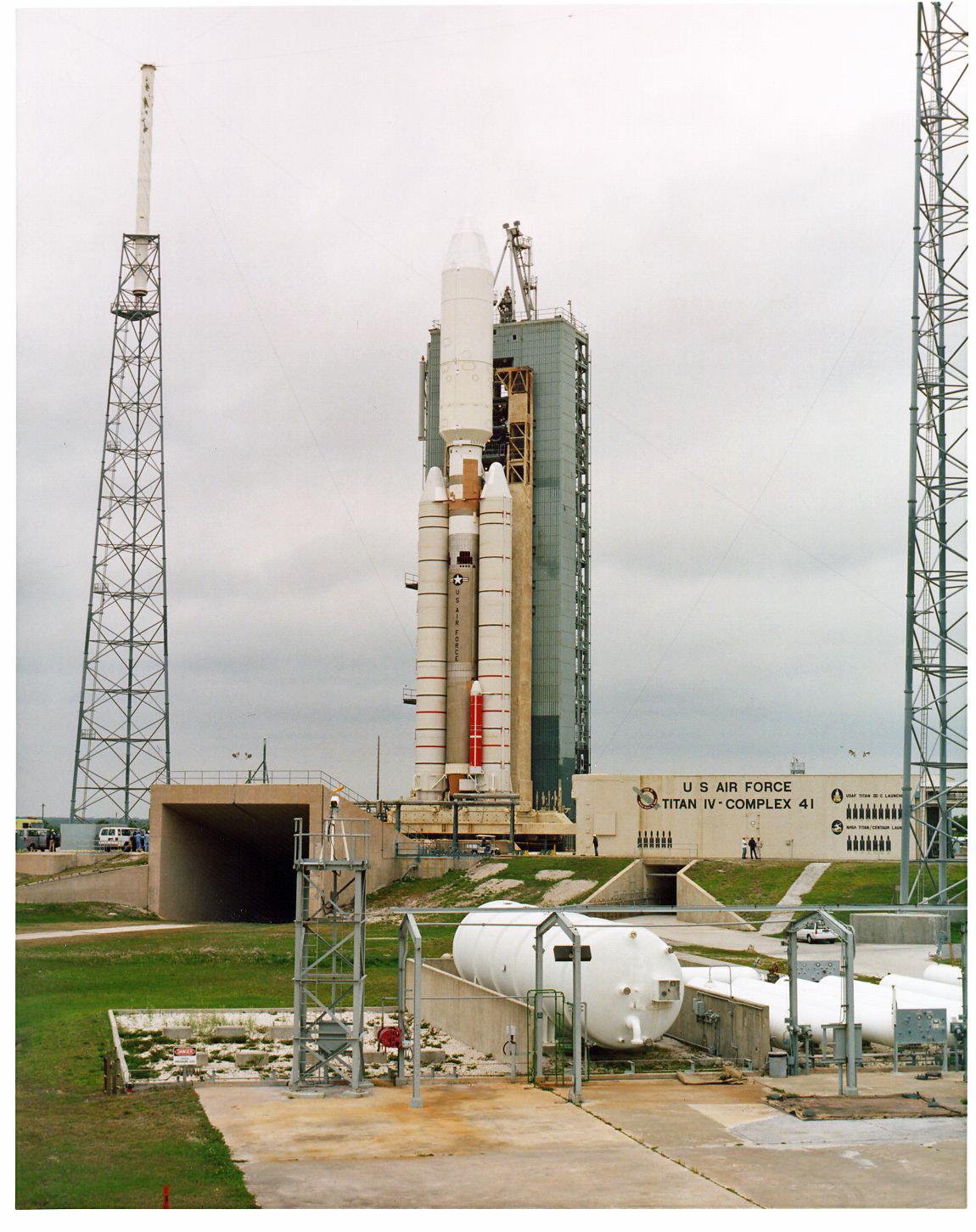
Rakieta Titan IV na stanowisku startowym. Ładunek stanowi satelita Mercury ELINT 2.

Mercury (również: Mercury ELINT, Advanced Vortex) – seria trzech amerykańskich ciężkich wojskowych satelitów zwiadu elektronicznego. Określane są jako IV generacja amerykańskich satelitów tego typu. Dwa z nich zostały wyniesione na orbitę w latach 1994-1996 przez US Air Force dla National Reconnaissance Office, start trzeciego w 1998 roku nie powiódł się.

## Budowa
Program Mercury ELINT pozostaje objęty klauzulą tajności. Statki posiadają pojedynczą dużą antenę o średnicy szacowanej na 100-105 metrów i są stabilizowane trójosiowo. Statek posiada prawdopodobnie jeden lub dwa panele ogniw słonecznych i przynajmniej jedną antenę do wysyłania danych na Ziemię.
Koszt pojedynczego satelity szacowany jest na około 1,75 miliarda USD (według siły nabywczej z połowy lat 90. XX wieku), a koszt wyniesienia na około 430 mln USD. 

## Orbity
Satelity zostały wyniesione na orbity zbliżone do geosynchronicznych, których ślad naziemny ma postać złożonych elips, co umożliwia im wyznaczanie położenia źródeł sygnałów radarowych na Ziemi. Ich masę szacuje się na 4-5 ton.

## Satelity
- USA 105 / Mercury ELINT 1 – wystrzelony 27 sierpnia 1994 rakietą Titan IVA Centaur T (pochodną rakiety Titan IV)
- USA 118 / Mercury ELINT 2 – wystrzelony 24 kwietnia 1996 rakietą Titan IVA Centaur T
- Mercury ELINT 3 – wystrzelony 12 sierpnia 1998 rakietą Titan IVA Centaur T. Start nie powiódł się. Z uwagi na przechył rakiety[a] w 40. sekundzie lotu, rakietę wysadzono ze względów bezpieczeństwa.